# Desmopuntius
Genre
Desmopuntius est un genre de poissons d'eau douce téléostéens de la famille des Cyprinidae (ordre des Cypriniformes). Ces espèces sont originaires d'Asie du Sud-Est.

## Liste des espèces
Selon World Register of Marine Species (10 août 2023) :
- Desmopuntius foerschi (Kottelat, 1982)
- Desmopuntius gemellus (Kottelat, 1996)
- Desmopuntius hexazona (Weber & de Beaufort, 1912)
- Desmopuntius johorensis (Duncker, 1904)
- Desmopuntius pentazona (Boulenger, 1894)
- Desmopuntius rhomboocellatus (Koumans, 1940)
- Desmopuntius trifasciatus (Kottelat, 1996)

## Systématique
Le nom valide complet (avec auteur) de ce taxon est Desmopuntius Kottelat, 2013,.

## Étymologie
Le nom générique, Desmopuntius, est la combinaison du grec ancien δεσμός, desmós, « prisonnier », et du genre Puntius (où certaines de ces espèces ont été parfois classées) et fait référence au motif rayé, souvent associé aux prisonniers, qu'arborent ces espèces.

## Publication originale
- (en) Maurice Kottelat, « The fishes of the inland waters of Southeast Asia: A catalogue and core bibliography of the fishes known to occur in freshwaters, mangroves and estuaries », The Raffles Bulletin of Zoology, Lee Kong Chian Natural History Museum (d), vol. Supplement 27,‎ 2013, p. 1-663 (ISSN 0217-2445 et 2345-7600, lire en ligne).